# Julian Obirek
Julian Obirek (ur. 1862, zm. 1939) – polski drukarz, radny Rady Miasta Lwowa, wiceprezydent Lwowa.

## Życiorys
Był drukarzem. Autor publikacji pt. Polska i Litwa z 1912.
Należał do PPS. Był radnym Rady Miasta Lwowa. Po odzyskaniu przez Polskę niepodległości w 1918 był przewodniczącym wydziału opieki społecznej w Tymczasowym Komitecie Rządzącym, powołanym 23 listopada 1918. W funkcji wiceprezydenta miasta Lwowa podczas wojny polsko-bolszewickiej 1920 był współorganizatorem obrony miasta Lwowa (wraz z nim prezydent miasta Józef Neumannm, Leonard Stahl, Filip Schleicher). Był żonaty z Eleonorą Obirek z domu Teodorczuk (1870-1917).
2 maja 1923 został odznaczony Krzyżem Kawalerskim Orderu Odrodzenia Polski „w uznaniu zasług, położonych około przyłączenia Małopolski Wschodniej do Rzeczypospolitej Polskiej”.